# Castillon (Pireneje Wysokie)
Castillon – miejscowość i gmina we Francji, w regionie Oksytania, w departamencie Pireneje Wysokie.
Według danych na rok 1990 gminę zamieszkiwało 109 osób, a gęstość zaludnienia wynosiła 33 osób/km² (wśród 3020 gmin regionu Midi-Pireneje Castillon plasuje się na 954. miejscu pod względem liczby ludności, natomiast pod względem powierzchni na miejscu 1627.).